# Angaribia kunenensis
Angaribia kunenensis là một loài chân đều trong họ Eubelidae. Loài này được Barnard miêu tả khoa học năm 1924.